# Кузовкові
Кузовкові (Ostraciidae) — родина скелезубоподібних риб.

## Опис
Це дрібні рибки, що рідко перевищують 10-12 см (тільки окремі види сягають 50 см завдовжки). Товсте, майже кулеподібне, коротке тіло закуте у твердий нерухомий панцир, що утворений спаяними краями шести- або багатокутних пластин. У цьому суцільному панцирі залишаються лише отвори для рота, зябрових щілин, плавців та хвоста. У них на кожній щелепі є по 10-12 конічних зуба, що не зливаються між собою. У них немає переднього колючого спинного плавця та відсутні колючки на решті плавцях.

## Поширення
Кузовки поширені у тропічних та субтропічних водах Атлантичного, Індійського та Тихого океану. Зустрічається , переважно, над кам'янистим або піщаним дном у лагунах та узбережних рифах на глибині до 100 м.

## Спосіб життя
Всі кузовки- морські узбережні рибки. Через своє кулясте тіло, кузовки погані плавці на довгі дистанції, лише завдяки океанічним течіям мандрують на сотні кілометрів. Проте вони досить маневрені. Плавають за допомогою неперервних колових рухів коротких прозорих грудних плавців. Вони здійснюють до 180 пульсацій на хвилину.

### Живлення
Це, в основному, хижаки або всеїдні види. Живляться покривниками, голотуріями, морськими їжаками, морськими зірками, молюсками, крабами та іншими безхребетними. Деякі, ще й водоростями.

## Використання
Висушені яскраві кузовки продають як сувеніри. Жителі Океанії та Антильських островів використовують їх у їжу, підсмажують прямо у панцирі, незважаючи, що дорослі кузовки мають у своєму організмі токсини.

## Класифікація
Родина містить 24 сучасних види у семи родах. Також описано два викопних види.

### Викопні роди
- Рід †Eolactoria
  - †Eolactoria sorbinii Tyler 1976
- Рід †Oligolactoria
  - †Oligolactoria bubiki Tyler 1980

### Сучасні роди
- Acanthostracion
- Lactophrys
- Lactoria
- Ostracion
- Paracanthostracion
- Rhinesomus
- Rhynchostracion
- Tetrosomus